# Championnats du monde de cyclisme sur route 2006
Navigation
Madrid 2005 Stuttgart 2007
Les Championnats du monde de cyclisme sur route 2006 se sont déroulés à Salzbourg, en Autriche, du 19 au 24 septembre 2006.

## Dopage
Préalablement à la compétition, l'Union cycliste international a effectué des contrôles sanguins sur 18 coureurs, issus des équipes du Brésil, d'Argentine, de Suisse, d'Australie et des États-Unis. Trois d'entre eux ont présenté un hématocrite trop élevé : les Argentins Matías Médici et Martín Garrido, et l'espoir brésilien Magno Nazaret. Conformément au règlement de l'UCI, ils ont été déclarés inaptes à la compétition pour 15 jours et n'ont donc pas pris part aux championnats.

## Épreuve en ligne élite hommes
L'épreuve en ligne hommes a vu la victoire de Paolo Bettini devant Erik Zabel et Alejandro Valverde.
| Classement final |                 |
| --- | --------------- |
| \| 1. Paolo Bettini Italie \| 6 h 15 min 36 s [2] \| \| 2. Erik Zabel Allemagne \| à 0 s \| \| 3. Alejandro Valverde Espagne \| à 0 s \| \| 4. Samuel Sánchez Espagne \| à 2 s \| \| 5. Robbie McEwen Australie \| à 2 s \| \| 6. Stuart O'Grady Australie \| à 2 s \| \| 7. Uroš Murn Slovénie \| à 2 s \| \| 8. Alexandre Botcharov Russie \| à 2 s \| \| 9. Tom Boonen Belgique \| à 2 s \| \| 10. Vladimir Gusev Russie \| à 2 s \| \| 126 classés \| \| |                 |
| 1. Paolo Bettini Italie | 6 h 15 min 36 s |
| 2. Erik Zabel Allemagne | à 0 s           |
| 3. Alejandro Valverde Espagne | à 0 s           |
| 4. Samuel Sánchez Espagne | à 2 s           |
| 5. Robbie McEwen Australie | à 2 s           |
| 6. Stuart O'Grady Australie | à 2 s           |
| 7. Uroš Murn Slovénie | à 2 s           |
| 8. Alexandre Botcharov Russie | à 2 s           |
| 9. Tom Boonen Belgique | à 2 s           |
| 10. Vladimir Gusev Russie | à 2 s           |
| 126 classés |                 |

## Épreuve en ligne élite femmes
L'épreuve en ligne femmes a vu la victoire de Marianne Vos devant Trixi Worrack et Nicole Cooke.
| Classement final |                 |
| --- | --------------- |
| \| 1. Marianne Vos Pays-Bas \| 3 h 20 min 26 s \| \| 2. Trixi Worrack Allemagne \| à 0 s \| \| 3. Nicole Cooke Royaume-Uni \| à 0 s \| \| 4. Noemi Cantele Italie \| à 0 s \| \| 5. Priska Doppmann Suisse \| à 0 s \| \| 6. Oenone Wood Australie \| à 0 s \| \| 7. Annette Beutler Suisse \| à 0 s \| \| 8. Nicole Brändli Suisse \| à 0 s \| \| 9. Svetlana Boubnenkova Russie \| à 0 s \| \| 10. Andrea Graus Autriche \| à 0 s \| \| 94 classées \| \| |                 |
| 1. Marianne Vos Pays-Bas | 3 h 20 min 26 s |
| 2. Trixi Worrack Allemagne | à 0 s           |
| 3. Nicole Cooke Royaume-Uni | à 0 s           |
| 4. Noemi Cantele Italie | à 0 s           |
| 5. Priska Doppmann Suisse | à 0 s           |
| 6. Oenone Wood Australie | à 0 s           |
| 7. Annette Beutler Suisse | à 0 s           |
| 8. Nicole Brändli Suisse | à 0 s           |
| 9. Svetlana Boubnenkova Russie | à 0 s           |
| 10. Andrea Graus Autriche | à 0 s           |
| 94 classées |                 |

## Épreuve contre-la-montre élite hommes
L'épreuve contre-la-montre hommes a vu la victoire de Fabian Cancellara devant David Zabriskie et Alexandre Vinokourov.
| Classement final |                    |
| --- | ------------------ |
| \| 1. Fabian Cancellara Suisse \| 1 h 00 min 11 s 75 \| \| 2. David Zabriskie États-Unis \| à 1 min 29 s 97 \| \| 3. Alexandre Vinokourov Kazakhstan \| à 1 min 49 s 72 \| \| 4. Brian Vandborg Danemark \| à 1 min 53 s 10 \| \| 5. Sebastian Lang Allemagne \| à 2 min 08 s 85 \| \| 6. Vasil Kiryienka Biélorussie \| à 2 min 13 s 65 \| \| 7. Leif Hoste Belgique \| à 2 min 31 s 28 \| \| 8. Michael Rogers Australie \| à 2 min 31 s 86 \| \| 9. Andriy Grivko Ukraine \| à 2 min 45 s 03 \| \| 10. Vladimir Gusev Russie \| à 2 min 53 s 71 \| \| 52 classés \| \| |                    |
| 1. Fabian Cancellara Suisse | 1 h 00 min 11 s 75 |
| 2. David Zabriskie États-Unis | à 1 min 29 s 97    |
| 3. Alexandre Vinokourov Kazakhstan | à 1 min 49 s 72    |
| 4. Brian Vandborg Danemark | à 1 min 53 s 10    |
| 5. Sebastian Lang Allemagne | à 2 min 08 s 85    |
| 6. Vasil Kiryienka Biélorussie | à 2 min 13 s 65    |
| 7. Leif Hoste Belgique | à 2 min 31 s 28    |
| 8. Michael Rogers Australie | à 2 min 31 s 86    |
| 9. Andriy Grivko Ukraine | à 2 min 45 s 03    |
| 10. Vladimir Gusev Russie | à 2 min 53 s 71    |
| 52 classés |                    |

## Épreuve contre-la-montre élite femmes
L'épreuve contre-la-montre femmes a vu la victoire de Kristin Armstrong devant Karin Thürig et Christine Thorburn.
| Classement final |                |
| --- | -------------- |
| \| 1. Kristin Armstrong États-Unis \| 35 min 04 s 89 \| \| 2. Karin Thürig Suisse \| à 25 s 57 \| \| 3. Christine Thorburn États-Unis \| à 29 s 36 \| \| 4. Priska Doppmann Suisse \| à 55 s 09 \| \| 5. Nicole Cooke Royaume-Uni \| à 55 s 68 \| \| 37 classées \| \| |                |
| 1. Kristin Armstrong États-Unis | 35 min 04 s 89 |
| 2. Karin Thürig Suisse | à 25 s 57      |
| 3. Christine Thorburn États-Unis | à 29 s 36      |
| 4. Priska Doppmann Suisse | à 55 s 09      |
| 5. Nicole Cooke Royaume-Uni | à 55 s 68      |
| 37 classées |                |

## Épreuve en ligne espoirs hommes
L'épreuve en ligne espoirs a vu la victoire de Gerald Ciolek devant Romain Feillu et Alexander Khatuntsev.
| Classement final |                 |
| --- | --------------- |
| \| 1. Gerald Ciolek Allemagne \| 4 h 00 min 50 s \| \| 2. Romain Feillu France \| à 0 s \| \| 3. Alexander Khatuntsev Russie \| à 0 s \| \| 4. Francesco Gavazzi Italie \| à 0 s \| \| 5. Jelle Vanendert Belgique \| à 0 s \| \| 144 classés \| \| |                 |
| 1. Gerald Ciolek Allemagne | 4 h 00 min 50 s |
| 2. Romain Feillu France | à 0 s           |
| 3. Alexander Khatuntsev Russie | à 0 s           |
| 4. Francesco Gavazzi Italie | à 0 s           |
| 5. Jelle Vanendert Belgique | à 0 s           |
| 144 classés |                 |

## Épreuve contre-la-montre espoirs hommes
L'épreuve contre-la-montre espoirs a vu la victoire de Dominique Cornu devant Mikhail Ignatiev et Jérôme Coppel.
| Classement final |                |
| --- | -------------- |
| \| 1. Dominique Cornu Belgique \| en 49 min 28 s \| \| 2. Mikhail Ignatiev Russie \| à 37 s \| \| 3. Jérôme Coppel France \| à 44 s \| \| 4. Alexander Filippov Russie \| à 51 s \| \| 5. Edvald Boasson Hagen Norvège \| à 1 min 12 s \| \| 59 classés \| \| |                |
| 1. Dominique Cornu Belgique | en 49 min 28 s |
| 2. Mikhail Ignatiev Russie | à 37 s         |
| 3. Jérôme Coppel France | à 44 s         |
| 4. Alexander Filippov Russie | à 51 s         |
| 5. Edvald Boasson Hagen Norvège | à 1 min 12 s   |
| 59 classés |                |

## Tableau des médailles
| #     | Pays        | Médaille d'or, monde | Médaille d'argent, monde | Médaille de bronze, monde | Total |
| ----- | ----------- | -------------------- | ------------------------ | ------------------------- | ----- |
| 1     | Allemagne   | 1                    | 2                        | 0                         | 3     |
| 2     | États-Unis  | 1                    | 1                        | 1                         | 3     |
| 3     | Suisse      | 1                    | 1                        | 0                         | 2     |
| 4     | Italie      | 1                    | 0                        | 0                         | 1     |
| 4     | Pays-Bas    | 1                    | 0                        | 0                         | 1     |
| 4     | Belgique    | 1                    | 0                        | 0                         | 1     |
| 7     | France      | 0                    | 1                        | 1                         | 2     |
| 7     | Russie      | 0                    | 1                        | 1                         | 2     |
| 9     | Royaume-Uni | 0                    | 0                        | 1                         | 1     |
| 9     | Kazakhstan  | 0                    | 0                        | 1                         | 1     |
| 9     | Espagne     | 0                    | 0                        | 1                         | 1     |
| Total | Total       | 6                    | 6                        | 6                         | 18    |